# Fix You
"Fix You" là một bài hát của ban nhạc rock người Anh Coldplay. Ca khúc do cả bốn thành viên của nhóm sáng tác cho album phòng thu thứ tư X&Y (2005) và được chọn làm đĩa đơn thứ hai từ album này để phát hành vào ngày 5 tháng 9 năm 2005. Bài hát đã giành vị trí thứ tư trên UK Singles Chart và vị trí thứ 18 trên bảng Hot Modern Rock Tracks của Billboard (Hoa Kỳ). Các đĩa đơn quảng bá cũng được phát hành riêng tại Anh và Mỹ.
"Fix You" là một bản nhạc trầm lắng chiêm nghiệm về nỗi đau mất mát người thân. Giọng ca chính Chris Martin sáng tác bài hát này để an ủi người vợ cũ – nữ diễn viên Gwyneth Paltrow, sau khi cha cô là Bruce Paltrow qua đời. Giai điệu hùng tráng của bài được xây dựng quanh tiếng organ kết hợp piano và guitar acoustic, rồi bùng nổ ở nửa sau với giọng ca tập thể, trống dồn dập và bè đàn dây. Thông điệp đầy hy vọng cùng cấu trúc hai phần đặc biệt của bài hát đã nhận được nhiều lời khen ngợi. Coldplay từng trình diễn ca khúc này tại các sự kiện tưởng niệm như buổi hòa nhạc từ thiện One Love Manchester vào năm 2017. Tháng 9 năm 2021, tạp chí Rolling Stone xếp "Fix You" ở vị trí thứ 392 trong danh sách "500 bài hát vĩ đại nhất".

## Hoàn cảnh ra đời
Giọng ca chính Chris Martin của Coldplay gặp nữ diễn viên người Mỹ Gwyneth Paltrow vào cuối tháng 10 năm 2002, ba tuần sau khi cha cô là đạo diễn phim truyền hình Bruce Paltrow qua đời. Khi quan hệ của họ trở nên thân thiết hơn, Martin và Paltrow thường nghe album Parachutes của Coldplay, đặc biệt là ca khúc truyền cảm hứng "Everything's Not Lost" nhằm giúp cô vượt qua nỗi đau mất cha. Martin và Paltrow kết hôn vào tháng 12 năm 2003.
Martin đã lấy cảm hứng sáng tác "Fix You" xuất phát từ mong muốn tiếp tục giúp Paltrow xoa dịu nỗi đau. Anh dự tính xây dựng bài hát này dựa trên tiếng đàn organ nhà thờ, song anh đã sử dụng chiếc keyboard do cha Paltrow tặng – vốn bị bỏ quên trong nhà – và phát hiện ra rằng "nó có những âm thanh tuyệt vời". Martin chia sẻ rằng cách sáng tác của ca khúc chịu ảnh hưởng từ bài "Grace Under Pressure" của ban nhạc alternative rock đồng hương Elbow. Năm 2005, anh mô tả "Fix You" "có lẽ là ca khúc quan trọng nhất mà chúng tôi từng sáng tác". Anh còn viết bốn ca khúc khác dành tặng hoặc lấy cảm hứng từ Paltrow: "Moses" (2003), "Swallowed in the Sea" (2005), "Magic" và "Another's Arms" (2014).
Toàn bộ các thành viên của Coldplay đều tham gia sáng tác ca khúc này. Trong một buổi phân tích từng ca khúc, tay bass Guy Berryman nhận xét rằng "Fix You" lấy "một chút cảm hứng" từ bài "Many Rivers to Cross" của Jimmy Cliff (1969). Berryman nói thêm: "Bài nhạc trở thành một tác phẩm riêng biệt, giống như những nguồn cảm hứng dẫn bạn đi theo một hướng nào đó. Dù bạn có cố viết một bài hát giống ai đi chăng nữa, cuối cùng nó vẫn sẽ mang âm hưởng khác."

## Sáng tác
"Fix You" sử dụng đàn organ và piano ở tông Mi giáng trưởng (E♭major). Mở đầu bài hát là giai điệu ballad trầm lắng với tiếng organ điện cùng giọng falsetto của Martin, sau đó được bồi thêm guitar acoustic và piano, kết hợp cùng bè đàn dây trong những đoạn điệp khúc đầu. Giai điệu bài chuyển sang đoạn guitar ba nốt da diết, vang lên trên nền nhịp trống sôi động. Bài hát chuyển đoạn bridge với sự hòa quyện của piano, guitar điện, bass, trống cùng điệp khúc đồng ca mang âm hưởng hùng tráng. Nửa sau đoạn bridge xuất hiện thêm âm thanh điện tử từ đàn synthesizer. Ca khúc kết thúc bằng việc lặp lại đoạn điệp khúc mở đầu, với những nốt piano chậm rãi, u sầu vang lên trong nền.
Xuyên suốt ca khúc, Martin truyền tải thông điệp động viên: "Lights will guide you home / And ignite your bones / And I will try to fix you." Michele Hatty của nhật báo USA Weekend nhận định rằng Martin hát về hành trình vượt qua nỗi đau mất mát. Trong khi đó, Travis Gass của Bangor Daily News viết rằng Martin bày tỏ sự đồng cảm với những tâm hồn tan vỡ qua câu hát: "When you love someone but it goes to waste / Could it be worse?".

## Phát hành và biểu diễn
Ngày 15 tháng 8 năm 2005, Capitol Records phát hành "Fix You" tới các đài phát thanh alternative và triple A tại Mỹ. Tại khối Liên hiệp Anh, Parlophone chọn "Fix You" làm đĩa đơn thứ hai từ album X&Y và phát hành đĩa đơn này vào ngày 5 tháng 9. Đĩa đơn bao gồm hai ca khúc mặt B: "The World Turned Upside Down" và "Pour Me". Tại Úc, bài hát được phát hành dưới dạng đĩa CD vào ngày 12 tháng 9 năm 2005. Hai ngày sau, ban nhạc phát hành EP Fix You trên iTunes Store. Để hỗ trợ các nạn nhân cơn bão Katrina, toàn bộ doanh thu của tác phẩm được chuyển đến Quỹ Cứu trợ Bão lụt 2005 của Hội Chữ thập đỏ Mỹ và Quỹ MusiCares Hurricane Relief của Viện hàn lâm Thu âm Quốc gia. Các đĩa đơn quảng bá cũng đã được phát hành tại Anh và Mỹ.
"Fix You" đạt vị trí cao nhất ở hạng 4 trên UK Singles Chart vào ngày 17 tháng 9 năm 2005. Tính đến ngày 30 tháng 7 năm 2011, bài hát đã có tổng cộng 122 tuần có mặt trên bảng xếp hạng này. Tại Mỹ, ca khúc đạt vị trí thứ 59 trên Billboard Hot 100 và thứ 18 trên bảng xếp hạng Hot Modern Rock Tracks. Bài hát cũng lọt vào các bảng xếp hạng Billboard Pop 100 và Hot Digital Songs. Tại Úc, đĩa đơn đạt vị trí thứ 4 vào ngày 18 tháng 9 năm 2005, trước khi rời khỏi bảng xếp hạng ở vị trí thứ 58. Tác phẩm cũng lọt vào top 10 Irish Singles Chart và giữ vững trong bảy tuần liên tiếp. Ngày 14 tháng 11 năm 2010, ca khúc tái xuất trên bảng xếp hạng Úc ở vị trí thứ 37.
Năm 2005, Coldplay biểu diễn "Fix You" trên chương trình Saturday Night Live và nhạc hội Live 8 vào tháng 7. Bài hát đã trở thành ca khúc chủ đề của sự kiện này. Năm 2009, ca khúc xuất hiện trong album trực tiếp LeftRightLeftRightLeft của Coldplay. Ngày 19 tháng 10 năm 2011, sau khi CEO Steve Jobs của Apple mất, một buổi tưởng niệm riêng được tổ chức và phát trực tiếp cho nhân viên, mà ở buổi diễn này Coldplay đã trình diễn "Fix You". Steve Jobs vốn là một người hâm mộ lâu năm của Coldplay. Chris Martin chia sẻ rằng khi Jobs lần đầu nghe ca khúc đột phá "Yellow" của họ 10 năm trước đó, ông từng nghĩ ban nhạc sẽ không "thành công". Ngày 4 tháng 6 năm 2017, Coldplay biểu diễn "Fix You" tại buổi hòa nhạc từ thiện One Love Manchester để ủng hộ các nạn nhân vụ đánh bom tại Manchester Arena.

## Đón nhận
"Fix You" nhận được sự đánh giá cao rộng rãi từ giới phê bình âm nhạc. Trong bài đánh giá album X&Y, Kelefa Sanneh của Rolling Stone đã viết: "'Fix You' là một trong những ca khúc xuất sắc nhất, một bản ballad đầy cảm xúc không che giấu nơi Martin truyền tải những lời động viên bằng chất giọng falsetto dịu dàng [...] Một lần nữa chứng minh không ban nhạc nào có thể trình diễn một bản rock ballad trang trọng như thế này." Paul McNamee của tạp chí NME nhận xét: "Đây là một ca khúc tuyệt vời, chuyển từ những nốt piano đơn giản cùng giọng hát thuần khiết rồi bùng nổ thành những giai điệu vang vọng với hòa âm bốn phần mang hơi hướng proto-prog." Trong khi đó, Adrien Begrand từ PopMatters ghi danh "Fix You" là bản ballad hay nhất trong X&Y. Alexis Petridis của tạp chí The Guardian ca ngợi: "Một sáng tác đẹp đẽ [...] Giai điệu của 'Fix You' gợi lên cảm giác ký ức giả kỳ lạ, khiến một ca khúc mới nghe đã thấy thân thuộc." Tuy nhiên, một số nhà phê bình có đánh giá dè dặt hơn: Jonathan Keefe từ Slant Magazine cho rằng ca khúc quá rụt rè, trong khi nhà phê bình Joe Tangari của Pitchfork coi đây chỉ là "một bản ballad AOR thông thường". Năm 2024, PPL xếp "Fix You" ở vị trí thứ 8 trong danh sách những ca khúc của Coldplay được phát nhiều nhất trên đài phát thanh và truyền hình tại Vương quốc Anh.

### Xếp hạng phê bình
| Nhà xuất bản  | Năm  | Danh sách                                | Vị trí    | TK.    |
| ------------- | ---- | ---------------------------------------- | --------- | ------ |
| Billboard     | 2025 | 100 bài hát hay nhất năm 2005            | 17        | [ 39 ] |
| Blender       | 2005 | 100 bài hát vĩ đại nhất năm 2005         | 57        | [ 40 ] |
| The i Paper   | 2025 | 50 bài hát tình ca hay nhất thế kỷ 21    | 26        | [ 41 ] |
| Insider       | 2019 | Những bài hát nên nghe trong đời         | Xuất hiện | [ 42 ] |
| KROQ-FM       | 2024 | Top 500 bài hát trong 30 năm qua         | 411       | [ 43 ] |
| MTV Australia | 2013 | Top 1000 bản nhạc kinh điển mọi thời đại | Xuất hiện | [ 44 ] |
| NME           | 2005 | Album và ca khúc hay nhất năm 2005       | 50        | [ 45 ] |
| NPO Radio 2   | 2024 | Top 2000                                 | 2         | [ 46 ] |
| Q             | 2005 | 100 ca khúc xuất sắc nhất năm            | 2         | [ 47 ] |
| Radio X       | 2024 | 50 bài hát tình ca indie hay nhất        | 13        | [ 48 ] |
| Rolling Stone | 2024 | 500 bài hát vĩ đại nhất mọi thời         | 392       | [ 49 ] |
| RTÉ Gold      | 2024 | Top 100 bài hát tình ca                  | 57        | [ 50 ] |

## Video âm nhạc
Video âm nhạc của "Fix You" do Sophie Muller (người từng hợp tác với ban nhạc trong video "In My Place" năm 2002) làm đạo diễn. Video được quay vào cuối hai đêm biểu diễn ngày 4 và 5 tháng 7 năm 2005 tại sân vận động Reebok ở Bolton, Anh – đây là những buổi diễn sân vận động đầu tiên trong sự nghiệp của Coldplay. Khán giả vừa xem hòa nhạc, vừa đóng vai trò là diễn viên quần chúng; mỗi đêm cần hai lượt quay để hoàn thiện.
Ở nửa đầu video, Chris Martin lang thang trên các con phố Luân Đôn, bắt đầu từ phố Tooley dưới ga London Bridge, trong khi khẩu hiệu "Make Trade Fair" (Công bằng thương mại) được chiếu lên mặt tiền Nhà hát Royal National với phối màu theo mã Baudot giống bìa album X&Y. Những đường hầm Martin đi qua nằm quanh khu ga King's Cross và St Pancras – đúng vào thời điểm ga St Pancras đang được cải tạo mở rộng. Hình ảnh tiếp theo ghi lại anh băng qua cầu Waterloo bắc ngang sông Thames, nối South Bank với khu The Strand. Ngay khi tiếng guitar điện vang lên, Martin chuyển bước đi chậm rãi thành chạy nước rút qua các con phố Luân Đôn, để rồi bất ngờ xuất hiện bên sân khấu sân vận động Reebok ở Bolton, nơi anh cùng ban nhạc trình diễn đoạn kết bài. Khán giả đồng ca điệp khúc cuối và video kết thúc bằng lời cảm ơn cùng chúc ngủ ngon của Martin.
Video ra mắt vào ngày 1 tháng 8 năm 2005 và được đề cử ở hạng mục Adult Contemporary tại lễ trao giải MPVA. Sau khi phát hành, video được sử dụng như lời tri ân tới các nạn nhân vụ đánh bom Luân Đôn ngày 7 tháng 7 năm 2005, dù được ghi hình trước khi thảm kịch xảy ra.

## Cover và sử dụng trong phương tiện truyền thông
"Fix You" đã xuất hiện trong The Acoustic Album (2006). Năm 2006, nhóm nhạc người cao tuổi Young@Heart Chorus (gồm toàn những người ngoài 80) từ New England đã cover ca khúc. Phiên bản này do cựu thành viên Fred Knittle thể hiện, dù anh bị mắc chứng suy tim sung huyết và phải thở bằng bình oxy. Bản thu này được sử dụng trong phim tài liệu Young@Heart của Anh ra mắt năm 2007, phát sóng trên kênh Channel 4. Bài hát cũng xuất hiện trong tập 23 mùa 2 (The O.Sea) của loạt phim thanh thiếu niên Mỹ The O.C. vào năm 2005; các phim truyền hình Without a Trace, Cold Case, Brothers & Sisters và The Newsroom; và phim điện ảnh You, Me and Dupree (2006). Một phần của bài hát đã được sử dụng trong trailer phim điện ảnh World Trade Center (2006). Ngày 14 tháng 3 năm 2009, Coldplay trình diễn "Fix You" tại buổi hòa nhạc từ thiện Sound Relief ở Sydney, Úc.
Ban nhạc rock người Mỹ Yellowcard đã thu âm lại bài hát làm track bonus cho phiên bản iTunes album Southern Air. Tháng 12 năm 2015, ca khúc được hợp nhất với "Bridge over Troubled Water" trong bản mashup "A Bridge Over You" – đĩa đơn Giáng sinh từ thiện của dàn hợp xướng Lewisham and Greenwich NHS Trust và tiêu thụ được hơn 127.000 bản. "Fix You" được nhắc đến trong phim tưởng nhớ The Beatles Ngày hôm qua. Một phiên bản đàn dây đã xuất hiện trong phim hoạt hình Everest: Người tuyết bé nhỏ (2019). Nhạc phẩm còn vang lên ở đoạn cuối của phim tình cảm Hàn Quốc Giai điệu tình yêu (2019).
Ca sĩ người Anh Sam Smith đã cover ca khúc vào tháng 5 năm 2020 và phát hành chính thức vào tháng 7 cùng năm trong phiên bản tiếng Nhật của album Love Goes. Tháng 2 năm 2020, nhóm nhạc nam Hàn Quốc BTS đã cover tác phẩm trong chương trình MTV Unplugged. Ngày 12 tháng 10 năm 2021, Ed Sheeran bất ngờ song ca thể hiện bài hát cùng Coldplay tại buổi ra mắt album Music of the Spheres tại Shepherd's Bush Empire, Luân Đôn. Tháng 11 năm 2021, Kacey Musgraves cover ca khúc cho phim hoạt hình tĩnh vật A Future Begins của Chipotle nói về ngành nông nghiệp ở Hoa Kỳ; bản cover đã giành giải Bạc Clio Awards cho "Sử dụng âm nhạc trong phim/video" (Use of Music in Film/Video) với Coldplay được đề tên sáng tác. Bài hát đã xuất hiện trong tập cuối (A Family Tradition) của loạt phim trộm cướp Tây Ban Nha Phi vụ triệu đô của Netflix, phát hành vào tháng 10 năm 2021.
Ngày 2 tháng 3 năm 2022, ca sĩ người Mỹ Camila Cabello cover "Fix You" tại buổi hòa nhạc từ thiện Concert for Ukraine trên ITV nhằm ủng hộ các nạn nhân của cuộc xâm lược của Nga vào Ukraina. Đội khúc côn cầu Montreal Canadiens của National Hockey League (NHL) sử dụng bài hát làm nhạc chào sân tại sân nhà Bell Centre. Ngày 9 tháng 12 năm 2024, Jacob Collier trình diễn "Fix You" cùng Chris Martin ở O2 Arena, Luân Đôn, biến khán giả thành dàn hợp xướng phụ họa.

## Định dạng bài hát
1. "Fix You" (chỉnh sửa) – 4:37
2. "The World Turned Upside Down" – 4:32
3. "Pour Me" (trình diễn trực tiếp tại Hollywood Bowl) – 5:01 (có mặt trong các đĩa Enhanced CD của Anh, Úc và iTunes phiên bản EP của Hoa Kỳ)
4. "Fix You" (video) (có mặt trên đĩa Enhanced CD của Anh)

## Thành viên thực hiện
- Chris Martin: Hát chính, piano, guitar acoustic
- Jonny Buckland: Guitar điện, organ, strings, hát đệm
- Guy Berryman: Guitar bass
- Will Champion: Trống

## Xếp hạng và chứng nhận
| Bảng xếp hạng (2005)                 | Vị trí cao nhất |
| ------------------------------------ | --------------- |
| Anh Quốc (OCC)                       | 4               |
| Áo (Ö3 Austria Top 40)               | 58              |
| Ba Lan Singles Chart                 | 4               |
| Bỉ (Ultratip Flanders)               | 5               |
| Bỉ (Ultratip Wallonia)               | 3               |
| Canada Canada                        | 4               |
| Đức (GfK)                            | 65              |
| Ireland (IRMA)                       | 8               |
| Hà Lan (Single Top 100)              | 43              |
| Hoa Kỳ Billboard Hot 100             | 59              |
| Hoa Kỳ Alternative Songs (Billboard) | 18              |
| Hoa Kỳ Adult Pop Airplay (Billboard) | 24              |
| New Zealand (Recorded Music NZ)      | 17              |
| Tây Ban Nha (PROMUSICAE)             | 6               |
| Thụy Điển (Sverigetopplistan)        | 26              |
| Thụy Sĩ (Schweizer Hitparade)        | 53              |
| Úc (ARIA)                            | 25              |
| Ý (FIMI)                             | 13              |

| Bảng xếp hạng (2005)      | Vị trí |
| ------------------------- | ------ |
| UK Singles (OCC)          | 57     |
| Venezuela (Record Report) | 48     |

| Bảng xếp hạng (2005) | Vị trí |
| -------------------- | ------ |
| UK Singles (OCC)     | 172    |

| Bảng xếp hạng (2005) | Vị trí |
| -------------------- | ------ |
| UK Singles (OCC)     | 167    |

| Quốc gia | Chứng nhận  | Số đơn vị/doanh số chứng nhận |
| --- | ----------- | ----------------------------- |
| Úc (ARIA) | Bạch kim    | 70.000^                       |
| Đan Mạch (IFPI Đan Mạch) | 2× Bạch kim | 180.000‡                      |
| Ý (FIMI) | 2× Bạch kim | 100.000‡                      |
| New Zealand (RMNZ) | Vàng        | 7.500*                        |
| Bồ Đào Nha (AFP) | 2× Bạch kim | 40.000‡                       |
| Tây Ban Nha (PROMUSICAE) | 2× Bạch kim | 120.000‡                      |
| Anh Quốc (BPI) | 3× Bạch kim | 1.800.000‡                    |
| Hoa Kỳ (RIAA) | 3× Bạch kim | 3.000.000‡                    |
| * Chứng nhận dựa theo doanh số tiêu thụ. ^ Chứng nhận dựa theo doanh số nhập hàng. ‡ Chứng nhận dựa theo doanh số tiêu thụ và phát trực tuyến. |             |                               |